# Fladen grund

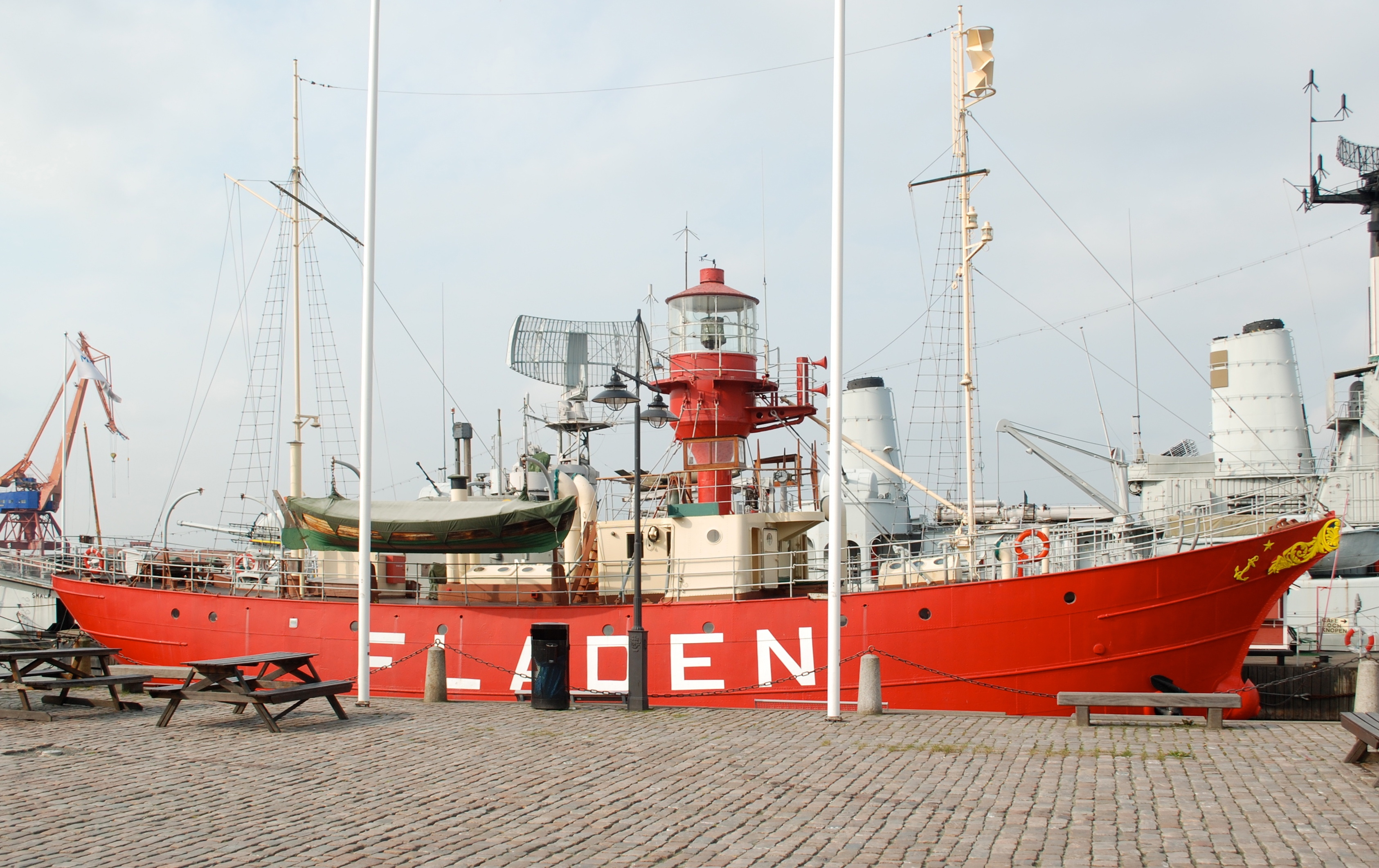
Det sista fyrskeppet på Fladens grund, Fyrskepp nr. 29 Fladen, som senare blev museifartyg på Maritiman i Göteborg.

Fladens grund är beläget cirka 17 km från den svenska kusten, rakt västerut från Bua i Halland och är ett välkänt fiskeområde. Djupet uppges vara 5–65 meter[källa behövs] och strömmar gör att bottnen är fri från sediment. Botten består till stor del av sand och grus, men även mindre stenpartier förekommer. På västra delen av Fladens grund har Greenpeace placerat ut stenblock som trålskydd för att bevara den marina floran och faunan intakt på revet. Detta kan tänkas öka den biologiska mångfalden då stenblocken ger boplats åt bl.a. musslor, andra filtrerande djur och även skaldjur så som hummer, vilka annars inte är vanligt förekommande på sandbotten som grundet består av.[källa behövs]

## Fyrskepp
Vid Fladens grund var från 1892 till 1969 ett fyrskepp stationerat, förtöjt med en kätting av 756 meters längd till ett ankare som vägde 2,8 ton. 
Det första fyrskeppet Fladen var i bruk till 1967, då det ersattes av fyrskeppet ”Ölandsrev”, vilket i vanlig ordning döptes om till ”Fladen”, då det aktuella grundet/revet stod för namnet, som också målades med stora bokstäver på fartygssidorna. Detta senare fyrskepp ingick från 1990 under namnet ”Fladen” i fartygsmuseet Maritiman i Göteborg, där det inreddes för museibruk och kunde beses. Det förstnämnda Fladenskeppet köptes av Hannes Holm, svensk filmregissör. Båten har även gett namn till produktionsbolaget "SS Fladen".
Fyrskepp nr. 29 Fladen skrotades i december 2024 i Göteborg.

### Skeppslista
| Nummer | Namn           | Tjänstgöringsår |
| ------ | -------------- | --------------- |
| 10B    | Fladen         | 1892-1899       |
| 18     | Reserv         | 1900            |
| 16     | Kopparstenarne | 1901-1924       |
| 24     | Reserv         | 1925            |
| 32     | Fladen         | 1926-1929       |
| 10B    | Fladen         | 1930-1967       |
| 29     | Ölandsrev      | 1968-1969       |

## Fyr
Sedan 1969 är en kassunfyr placerad på Fladens grund. Fyrtornet hade från början kabelförbindelse med fastlandet, men är numera försedd med solceller och batterier för att driva ljuskällan. Fyren är också utrustad med en radarfyr, så kallad radar beacon, som svarar på fartygens radarsignaler.